# Alberto Grau
Alberto Grau Dolcet (Vich, Cataluña, España, 7 de noviembre de 1937) es un compositor, pedagogo y director coral venezolano. Ha sido uno de los impulsores de la música coral en ese país. Es el director fundador de la Schola Cantorum de Caracas, agrupación coral venezolana con la que cosechó importantes triunfos y que fue la base para la creación de numerosos proyectos de desarrollo del arte musical como, entre otros, la Fundación Schola Cantorum de Caracas y la Fundación Movimiento Coral Cantemos. Fue vicepresidente de la Federación Internacional para la Música Coral entre 1982 y 1996.
Como compositor, Grau posee un catálogo de obras musicales enfocadas mayormente en obras para coro mixto y obras para agrupaciones infantiles y de voces iguales. Por su obra, ha sido galardonado con el Premio Nacional de Música José Ángel Montero (Venezuela) en tres oportunidades: en 1969, por Tríptico (ciclo de canciones para mezzosoprano y piano), en 1983 por Dies Irae para coro mixto y en 1987 por Pater Noster para coro mixto. Ganó el Primer Premio en el Concurso Día Internacional del Canto Coral 1978 en Barcelona (España), por La doncella, ballet para coro mixto, recitador y orquesta; el Premio Fama a las artes de la Fundación Empresas Polar (Venezuela), por su ciclo Cinco canciones infantiles basadas en la poesía popular «El San Pedro», en 1997; el Premio de Composición y Expresión Coral (sexta edición, 1998) Gobierno de Canarias (España), por su Opereta ecológica, de cuatro actos. Sus obras han sido publicadas por GGM Ediciones (Venezuela), Earthsongs (Estados Unidos), A Coeur Joie (Francia) y Neil A. Kjos Music Co.(Estados Unidos), entre otras editoriales.

## Datos biográficos

### Juventud e inicios
Emigró de niño a Venezuela con su familia, radicándose en Caracas. Inició sus estudios musicales en la Escuela de Música y Declamación (hoy Conservatorio Nacional de Música José Ángel Lamas) y en la Escuela de Música Juan Manuel Olivares, en esa misma ciudad. En estas escuelas realizó estudios con Vicente Emilio Sojo (composición), Juan Bautista Plaza (historia de la música, estética), Ángel Sauce (teoría y solfeo, fenomenología de la música), Gonzalo Castellanos (dirección orquestal), Cristina Vidal de Pereira (piano), Carmen Teresa de Hurtado (canto) y Luis Felipe Ramón y Rivera (etnomusicología). También realizó estudios con Edgar Willems (Conservatorio de Música de Ginebra) con Harriet Serr (perfeccionamiento pianístico, Caracas), Robert Fountain (Estados Unidos) y Bernard Keeffe (Gran Bretaña).[cita requerida]
En 1959 comenzó su carrera pedagógica, ocupando la cátedra de educación artística (mención Música) en diferentes escuelas municipales de Caracas, hasta 1968. Obtuvo el título de Profesor Ejecutante de Piano en 1962. En 1963 fue director invitado del coro y de la Orquesta de la Asociación Mozart de Caracas. Ocupó el cargo de subdirector de la Coral Venezuela y de la Coral YMCA, en 1964 es profesor de piano de la Escuela de Música Juan Manuel Olivares, cargo que ocupó hasta 1970. En 1966, fundó la Coral de la Escuela Nacional de Enfermeras, agrupación que dirigió hasta 1968. Así mismo, formó parte de las filas de la Coral de la Universidad Católica Andrés Bello, con quienes viajó a Europa en gira de conciertos. También se desempeñó un tiempo como director del Orfeón Escuela Naval de Venezuela.[cita requerida]
Sus primeras composiciones, que datan de este período, son: Toccata para piano solo (1965), Duérmete apegado a mí a 4 voces mixtas (1965), Tríptico para mezzosoprano solo y piano (1966), Canción de cuna a 4 voces mixtas (1966) y Aria triste a 4 voces mixtas y piano (1967).

### La fundación de la Schola Cantorum de Caracas
En 1967, Alberto Grau fundó la Schola Cantorum de Caracas, agrupación coral que se caracterizó desde el principio por su calidad de interpretación y porque afrontó repertorios nuevos y que, para su momento en Venezuela, no eran tradicionales. Igualmente realizó importantes grabaciones discográficas, de entre las cuales destacan: Villancicos del Renacimiento español, Música francesa, Antología del madrigal venezolano y Aguinaldos venezolanos.
En 1970, Grau viajó al IV Festival Europa Cantat, en Graz (Austria) y participó con la Schola Cantorum de Caracas en una gira por los Estados Unidos (Washington, Nueva York y Tennessee). Ganó, por concurso, el cargo de director de la Coral Universitaria Simón Bolívar, agrupación de la Universidad Simón Bolívar, conocida hoy día como Orfeón Universitario Simón Bolívar (OUSB). Dirigió también, a partir de ese año, el coro de la Escuela de Música Juan Manuel Olivares. Compuso la Canción del Nuevo Mundo, himno oficial de la Universidad Simón Bolívar sobre un texto de Ernesto Mayz Vallenilla, filósofo y rector-fundador de la universidad.[cita requerida]
En 1972, viajó a Italia para participar en el Curso de Dirección Orquestal dictado por Sergiu Celibidache en Bologna. Fue nombrado director de la Escuela de Música José Lorenzo Llamozas y realizó una gira de conciertos por Yugoslavia y Alemania con la Schola Cantorum de Caracas. En 1973, regresó a Bologna para la nueva edición del curso de verano de dirección de orquesta con Sergiu Celibidache.

### Triunfo en Arezzo
En 1974, Grau realizó una importante gira de conciertos con la Schola Cantorum de Caracas a Italia, España, Francia y Austria. Durante esta gira, la Schola participó en el Concurso Polifónico Internacional Guido d'Arezzo (Italia), donde resultó ganador del Primer Premio en Música Polifónica. Este triunfo fue a dar un impulso definitivo a su obra para lograr el crecimiento y la diversificación del movimiento coral venezolano. Ese mismo año viajó, en calidad de observador, al Festival Internacional de Corales Universitarias en el Lincoln Center de Nueva York (Estados Unidos), y recibió la Orden 27 de Junio en su 3.ª Clase, condecoración otorgada por el Ministerio de Educación de Venezuela. Al regreso del triunfo de Arezzo, Grau creó el Movimiento Coral Cantemos, dependiente de la también recién creada Fundación Schola Cantorum de Caracas. También fue invitado a dirigir la orquesta en la Primera Temporada del Ballet Contemporáneo de Cámara de Caracas. En 1975, coordinó el montaje del Mesías, de Georg Friedrich Haendel con la Orquesta Sinfónica Nacional Juvenil Simón Bolívar de Venezuela. En 1976 realizó el montaje de la versión en español de la Pasión según San Mateo, de Johann Sebastian Bach, que dirigió y coordinó en sus montajes y conciertos realizados en Caracas, Valencia, Maracay, Barquisimeto y en la Ciudad de México, con las diferentes orquestas locales pertenecientes a la Fundación del Estado para el Sistema Nacional de Orquestas Juveniles e Infantiles de Venezuela (FESNOJIV).
A partir de 1976, fue invitado permanente de la Orquesta Nacional Juvenil Simón Bolívar. Recibió la Orden Andrés Bello mención Banda de Honor de parte del Gobierno de Venezuela. En los años sucesivos, realizó numerosas giras artísticas con sus agrupaciones corales o en calidad de profesor, jurado o director invitado. En 1977 viajó a Inglaterra, Escocia y España con la Coral Universitaria Simón Bolívar. En 1978 fue jurado del Concurso Internacional de Coros en Tours (Francia), y asistió como director observador al Concurso de Música Contemporánea Coral en Debrecen (Hungría) y al trabajo del Coro de la Academia Médica de Gdansk (Polonia). Dirigió la Orquesta Sinfónica Juvenil Simón Bolívar interpretando De Profundis, de José Antonio Calcaño. Este mismo año obtiene el Primer Premio en el «Concurso XV Día Internacional del Canto Coral» en Barcelona (España) por su ballet La Doncella para coro mixto y orquesta de cámara.
En 1979 es Director ponente en el Coloquio de Directores y miembro del Comité Ejecutivo del XV Día Internacional del Canto Coral Barcelona (España) y Director Invitado para dirigir el estreno de su ballet La Doncella. Es Director de la Coral de la Electricidad de Caracas.
Entre sus composiciones de este período, además de las antes mencionadas, se cuentan: Niñito Jesús (1976); Niño chiquito (1976); Amunt y amunt (1977) y el Himno de la UNELLEZ (enlace roto disponible en Internet Archive; véase el historial, la primera versión y la última)., todas para 4 voces mixtas.

### Los años ochenta
Viaja con el OUSB al Festival A Coeur Joie en Vaison-la-Romaine (Francia) y dirige conciertos en la basílica de San Pedro en la Ciudad del Vaticano y la Iglesia San Marcello en Roma. Es más tarde Director Invitado del oratorio Judas Macabeus de Haendel, con la Orquesta Sinfónica Simón Bolívar y el Coro de la Facultad de Ciencias de la Universidad Central de Venezuela (UCV).
En 1980 realiza una gira de conciertos con la Coral Universitaria Simón Bolívar a Francia, Polonia, Alemania y dirige conciertos con la Orquesta Nacional Juvenil Simón Bolívar (FESNOJIV o El Sistema) interpretando obras de Leonard Bernstein, Alfredo Rugeles y Joaquín Rodrigo. En 1981 es Invitado especial de la ACDA (Asociación Americana de Directores de Coros) para asistir a la Convención Internacional de Directores de Coros en New Orleans (Estados Unidos) y dirige la Orquesta Sinfónica Municipal de Caracas en la Temporada de Ballet de Danzas y Música del siglo XVI. En el año 1982 se funda el Orfeón Universitario Simón Bolívar (OUSB) con Grau como su director junto a María Guinand. Grau recibe el título de «Profesor Honoris Causa» de la Universidad Simón Bolívar. Realiza una gira de conciertos con la Schola Cantorum de Caracas a Bélgica, Francia, Italia y España.
En 1983 es delegado del Congreso de la Federación Internacional para la Música Coral en Nashville (Estados Unidos) y director invitado para dictar un taller de música coral venezolana en el Festival Internacional de Coros Zimriya en Israel. Así mismo es Director Invitado de la Orquesta Sinfónica Municipal de Caracas y de la Orquesta Sinfónica Nacional Juvenil Simón Bolívar dirigiendo obras como Salmos de Chichester de Leonard Bernstein, El Ocaso del Héroe de Alfredo Rugeles y Canto a Bolívar de Juan Bautista Plaza. Recibe nuevamente el Premio Nacional de Música José Ángel Montero por su obra Dies Irae para coro mixto, por la que también se hace merecedor de una Distinción en el Concurso Internacional de Composición Ciudad de Ibagué (Colombia).
En 1984 es nombrado Vicepresidente de la Federación Internacional para la Música Coral, cargo que ocupó hasta 1996. En 1985 viaja nuevamente con la Schola Cantorum de Caracas, esta vez a Francia, Bélgica y España.
En 1987 Grau es director invitado de la Orquesta Sinfónica Simón Bolívar, dirigiendo entre otras obras el Réquiem de W. A. Mozart y el Réquiem de Héctor Berlioz. Participa como Organizador del Primer Simposio de Música Coral Viena (Austria), en su condición de Vicepresidente de la Federación Internacional para la Música Coral. Participa como Jurado Concurso Internacional Guido d'Arezzo (Italia) tanto en 1987 como en 1988, cuando es invitado como Profesor al Curso de Dirección Coral organizado por el Ministerio de Cultura de Brasil en Uberlandia y al Curso de Dirección Coral, organizado por la Municipalidad de Buenos Aires (Argentina). En 1988 es también Director Observador en el Festival Europa Cantat XX en Pécs(Hungría) donde organiza la III Asamblea de la Federación Internacional para la Música Coral, en calidad de Vicepresidente. Es Coordinador General Montaje y Realización de la 8º Sinfonía ‘de los Mil’ de Gustav Mahler con la Orquesta Sinfónica Juvenil Simón Bolívar que dirigió Theo Alcántara en Caracas, Venezuela. Es Director Invitado al I Simposio para la Música Coral en calidad de Vicepresidente de la Federación Internacional para la Música Coral Viena (Austria). En 1989 es director invitado para el Taller de Música Coral Latinoamericana en el Festival Internacional de Coros Zimriya (Israel).
Entre las composiciones de este período destacan sus obras para coro femenino (voces iguales) estrenadas por la Cantoría Alberto Grau: La flor de la miel (1983), Ananaynanay arreglo coral sobre un tema folklórico venezolano (1988) y Como tú sobre un poema de Rubén Darío (1988). Compone también Fiat Mundus Iustus (1989), Cruz del Ávila (1980), Dies Irae (1983) y Pater Noster (1987) para coro mixto. Escribe también los himnos de la Universidad Nacional Abierta y de la Universidad Nacional Experimental de los Llanos Ezequiel Zamora, ambas en Venezuela.

### Los años noventa
En 1990, fungió como organizador y ponente, como vicepresidente de la Federación Internacional para la Música Coral, del Segundo Simposio de Música Coral Suecia, Finlandia y Estonia, donde participó también con la Schola Cantorum de Caracas como director. Participó como jurado en el Concurso Coral Internacional Béla Bártok (en Debrecen, Hungría) y en el Certamen Coral de Tolosa (España), en el cual también intervino como profesor del Curso de Dirección Coral. Recibió el reconocimiento «Highest Honors in Waging Peace through Singing», de la Universidad de Oregón, por su obra Cantad, coros del mundo, para coro mixto.[cita requerida]
Entre 1991 y 1994 se desempeñó como director musical en el Teatro Teresa Carreño, en Caracas, Venezuela. En 1992, fue miembro del jurado del Festival Internacional Kathaumixw,, en Powell River (Canadá). Participó como profesor del Taller de Dirección Coral de Música Latinoamericana en Mar del Plata (Argentina). Recibió las condecoraciones Orden Andrés Bello (Primera Clase) del Ministerio de Educación de Venezuela y la Orden Diego de Losada de la Alcaldía de Caracas. En 1994, fue profesor del Curso de Dirección Coral para Directores en Martinica, profesor del Curso de Dirección Coral para Directores, organizado por la Federación Catalana de Entidades Corales en Barcelona (España) y profesor del Curso de Música latinoamericana en Lérida (España).[cita requerida]
En 1995, trabajó como profesor en el Taller de Música Coral Campos de Jordao (Brasil), como profesor del Seminario de Composición Córdoba (Argentina) y como director invitado del montaje de la Cantata criolla, de Antonio Estévez, con coros franceses de la organización A Coeur Joie, en Lyon (Francia). Entre 1996 y 2001 fue el profesor principal de dirección coral de la Maestría de Música de la Universidad Simón Bolívar en Caracas (Venezuela). En 1996, fue profesor del Taller de Música Latinoamericana de la Fundación Takian Cay en Córdoba (Argentina) y profesor del Seminario de Música Coral Latinoamericana organizado por el América Cantat II Mar del Plata, Argentina, donde participó también como director del Orfeón Universitario Simón Bolívar. Fue director invitado del montaje del Réquiem, de Héctor Berlioz, con los coros del Festival Musique en Morvan, en Autun (Francia). Fue miembro del jurado del Festival Internacional Coral en Atenas (Grecia).[cita requerida]
En 1997 ganó el Premio Fama de la Fundación Empresas Polar de Venezuela, por su ciclo para coro infantil Cinco canciones infantiles sobre el tema popular del San Pedro. Fue jurado del Concorso Internazionale de Montreux,, en Suiza. En 1998, ganó el Premio de Composición y Expresión Coral (sexta edición) otorgado por el Gobierno de Canarias, por su ciclo para coro infantil Opereta ecológica para voces iguales y conjunto instrumental. Participó como director invitado del Coro Sinfónico de Sao Paulo (Brasil).[cita requerida]
La década de los noventa marcó el inicio de otro de los proyectos educativos más importantes que ha liderado Grau, Los Pequeños Cantores de la Schola, sistema de coros infantiles y juveniles que, al 2009, cuenta con 17 núcleos en todo el país, además de un coro líder: la Schola Juvenil de Venezuela. Esta misión influyó también en la dirección que tomaría su tema composicional, incrementándose la cantidad de piezas escritas especialmente para coros infantiles y juveniles. Las obras, a una, dos o tres voces, incluyen interesantes motivos rítmicos y numerosos movimientos y sonidos corporales (euritmia).[cita requerida]
Entre las composiciones para coros infantiles de este período destacan: Mi barquito de papel (1993), Cruje-silba (1994), El barquito, sobre un tema popular venezolano (1995); ¡Ríete! (1998), los ciclos para coro infantil San Antón en cinco movimientos sobre poemas de Andrés Bello (1994), Cinco canciones infantiles basadas en la poesía popular «El San Pedro» (1996), Cuatro piezas para coros infantiles en idioma euskera (1998), la Opereta ecológica en cuatro actos (1998) y el Ciclo de canciones sobre poemas de Jesús Rosas Marcano (1999).[cita requerida]
También de esta década son: el ciclo para coro femenino Los duendes, sobre poesía de Andrés Bello (1993), Como compongo poco, yo ‘toy loco a 4 voces iguales (1996) y las obras para coro mixto Cantad, coros del mundo (1990), Kasar mie la gaji (1990), Despierta, América (1991), Que pase, que pase (1993), ¿Cómo sucedió? (1993), Él (1993) y Bin-nam-má (1999). Dentro del repertorio sacro, compuso: Padre Nuestro (1995), Dolorosa (1998), Doxa Patri (1996), Stabat Mater (1998), El Señor nos construya la casa (1995) y Tú eres el orgullo de nuestro pueblo (1995), para diferentes estructuras corales.[cita requerida]

### 2000 - actualidad
En el 2000, Grau fue director invitado del Festival Semana Cantante en Barcelona (España) y dictó el Seminario de Música Coral Latinoamericana. También, fue invitado del Coro Universitario de Duluth, Minneapolis (Estados Unidos), para el montaje de su obra La doncella y del Coro de la Universidad de Lehigh, Filadelfia (Estados Unidos). También fue jurado de las I Olimpíadas Corales Linz (Austria). En España, entre 2001 y 2002 fue director invitado del Coro Sant Esteve de Vila Seca, fundó el Coro MAC, dirigió el Coro del Liceo y el coro de voces femeninas Vox Alba, tres agrupaciones de Barcelona. En el 2001, fue jurado en el Concurso Internacional de Composición en Bélgica y en el 2002 en las II Olimpíadas Corales Busan (Corea) y en el Concurso Internacional de Composición en Arezzo (Italia). En el 2002, fue también director invitado del Coro Sinfónico de San Pablo (Brasil) y dictó el Seminario de Música Coral para Directores de Coros Infantiles, organizado por la Federación Catalana de Coros en España. Ese año recibió los más altos honores en el concurso «Waging Peace through Singing», en el marco del Oregon Bach Festival, por su obra galardonada Cantad, coros del mundo para coro mixto.[cita requerida]
En los años recientes, Grau se ha dedicado con tesón a los proyectos Construir cantando, Acción social por la música y Voces andinas a coro (ver detalles aquí), grandes empresas pedagógicas con impacto en decenas de miles de niños y jóvenes en América Latina. Igualmente ha participado con los Pequeños Cantores de Los Andes y en la Schola Juvenil de Venezuela en los Festivales Polyfollia del 2007 y del 2008 (3rd World Showcase and Marketplace for Choral Singing), brindando conciertos en diferentes poblaciones de la región de Normandía (Francia) y el Rikskonserter de Estocolmo (Suecia), en ocasión de los 90 años de Eric Ericson. En el 2007, Julie Yu, de la University of North Texas, publicó su disertación de grado para el doctorado en artes musicales, titulada Alberto Grau: The Composer, Selected Works, and Influence upon the Venezuelan and International Choral Community.[cita requerida]
En el 2008, se estrenó su obra comisionada Salve al celeste Sol sonoro con poema de Rubén Darío, en el Festival World Sun Songs. En el marco del Festival University Voices, Grau fue invitado por la Universidad de Toronto para dictar clases de composición, y además recibió la comisión de una nueva obra, la cual se estrenó en el marco del Festival por el coro de la universidad, que dirige Doreen Rao. También en el 2008, Grau fue galardonado en los XX Premios J. M. Batista Roca en Barcelona, premio que el Institut de Proyección Exterior de la Cultura Catalana (IPECC) otorga anualmente como reconocimiento a ciudadanos catalanes y personalidades del exterior que han contribuido en la difusión de la presencia de la cultura catalana a nivel internacional. En  2008, Grau también fue galardonado con el Premio Luis Alfonzo Larraín por SacVen (Sociedad de Autores y Compositores de Venezuela), en el marco de la Noche de Creadores.[cita requerida]
Entre las composiciones de Grau durante esta década se cuentan las obras para coros infantiles y juveniles: Brujas y hadas (2001), Su corazón bate como el nuestro (2001), Pata pa'cá (2002), obra comisionada por SongBridges (2002) y composición conjunta con Cristian Grases; La otra orilla (2004), La ronda que nunca se acaba (2004), Paraguas de Navidad (2005), Rumex Crispus (2006), obra comisionada por la agrupación Gaudeamus Korala, de Guernica (España); El burro flautista (2006), A un panal de rica miel (2006), y el ciclo Cuatro canciones catalanas (2000). Las obras para coro de voces femeninas Caracolitos chicos (2002), obra comisionada por el San Francisco Girls Choir y Pierda quien pierda (2003). Para coro mixto: Confitemini Domino (2001), obra encargada por el VI Simposio Mundial en Minneápolis (Estados Unidos), Mi patria es el mundo (2001), obra comisionada por el Central Bucks High School; Hermana lluvia (2002), obra comisionada por el Singapore Youth Choir, en su cuadragésimo aniversario; Como busca el tierno infante (2006), Magnificat–Gloria (2007), obra comisionada por el Calvin Collage Alumni Choir, en celebración del décimo aniversario de su directora musical, Pearl Shangkuan; Salve al celeste sol sonoro (2008) y Fecit potentiam (2008).[cita requerida]

## Discografía
- 1969	Aguinaldos venezolanos. Vol. I. Schola Cantorum de Caracas
- 1971	Villancicos y Canciones Profanas del Renacimiento Español. Schola Cantorum de Caracas
- 1973	Música Sacra. Schola Cantorum de Caracas
- 1973	Cantos de Venezuela. Schola Cantorum de Caracas
- 1973	Música Francesa. Schola Cantorum de Caracas
- 1974	Música Catalana. Schola Cantorum de Caracas
- 1974	Aguinaldos y Villancicos. Vol. II. Schola Cantorum de Caracas
- 1974	Obras del Concurso «Guido d'Arezzo». Schola Cantorum de Caracas
- 1975	Antología del Madrigal Venezolano. Vol. I y Vol. II. Schola Cantorum de Caracas
- 1975	Vol. I Coral Universitaria Simón Bolívar
- 1976	Cantar Navideño. Conjunto de Aguinaldos de la Fundación Schola Cantorum de Caracas
- 1980	Vol. II. Coral Universitaria Simón Bolívar
- 1982	Tomás Luis de Victoria y otros autores. Schola Cantorum de Caracas
- 1984	Antología O Magnum Mysterium. Schola Cantorum de Caracas
- 1985	Schola Cantorum de Caracas en Concierto. Vol. I - II. Schola Cantorum de Caracas
- 1985	Scholatinoamericana. Schola Cantorum de Caracas
- 1987	Antología de los 20 años de la Schola Cantorum de Caracas. Schola Cantorum de Caracas
- 1993	Obras Corales de Alberto Grau. Schola Cantorum de Caracas, Orfeón Universitario Simón Bolívar, Cantoría Alberto Grau
- 1995	Carmina Burana (Carl Orff). Orquesta Sinfónica Gran Mariscal de Ayacucho, Orfeón Universitario Simón Bolívar, Schola Cantorum de Caracas, Cantoría Alberto Grau, Pequeños Cantores de la Schola Cantorum.
- 1996	Obras de Vic Nees y Alberto Grau. Schola Cantorum de Caracas, Orfeón Universitario Simón Bolívar, Cantoría Alberto Grau
- 1997	Música latinoamericana siglo XX Schola Cantorum de Caracas
- 1997	Antología XXX años. Schola Cantorum de Caracas
- 1997	Réquiem Alemán (Johannes Brahms). Schola Cantorum de Caracas
- 1998 Aguinaldos Tradicionales. Schola Cantorum de Caracas, Cantoría Alberto Grau. (Ediciones Fundación Schola Cantorum de Caracas)
- 1998 Música de Latinoamérica. María Guinand, Editor. Varios Intérpretes. (Earthsongs)
- 1999 Tulumpé!, Schulchor Colegio Humboldt, Pequeños Cantores de la Schola, Dir. María Leticia González Lozada.
- 2000 Movimiento Coral Venezolano. Una Retrospectiva (Enhanced CD). (Fundación Movimiento Coral Cantemos y Ediciones Fundación Schola Cantorum de Caracas)
- 2000 XXX Aniversario. Orfeón Universitario Simón Bolívar (Enhanced CD) (Ediciones de la Universidad Simón Bolívar)
- 2001 Cantos de la tierra. Cantoría Juvenil de la FSCC, Dir. Cristian Grases. Ediciones de la Fundación Schola Cantorum de Caracas
- 2006 ¡Arriba cosmonauta!, Pequeños Cantores de la Schola y Schola Juvenil de Venezuela, Dir. Luimar Arismendi y Ana María Raga. Ediciones de la Schola Cantorum de Venezuela.
- 2007 Antología Coral Obra Coral Alberto Grau. En cuatro volúmenes: (Vol. I Voces Mixtas, Vol. II. Voces Femeninas, Vol. III. Música para Niños, Vol. IV. Arreglos, Versiones Corales y Composiciones sobre Temas Populares). Schola Cantorum de Venezuela, Cantoría Alberto Grau, Schola Juvenil de Venezuela. (Ediciones de la Fundación Schola Cantorum de Venezuela)
- 2007 Latinoamericana XXI. Cantoría Alberto Grau, Schola Cantorum de Venezuela. (Ediciones de la Fundación Schola Cantorum de Venezuela)

## Vida personal
Alberto Grau vive en Caracas con su esposa, la directora de coros María Guinand, y los hijos de ambos.[cita requerida]